# Arenzana de Arriba

Localização de Arenzana de Arriba

Arenzana de Arriba é um município da Espanha 
na província e comunidade autónoma de La Rioja, de área 5,92 km² com população de 38 habitantes (2007) e densidade populacional de 6,42 hab./km².

## Demografia
| Variação demográfica do município entre 1991 e 2004 | Variação demográfica do município entre 1991 e 2004 | Variação demográfica do município entre 1991 e 2004 | Variação demográfica do município entre 1991 e 2004 |
| --------------------------------------------------- | --------------------------------------------------- | --------------------------------------------------- | --------------------------------------------------- |
| 1991                                                | 1996                                                | 2001                                                | 2004                                                |
| 47                                                  | 41                                                  | 35                                                  | 33                                                  |